# Prekid vatre
Prekid vatre je izraz koji u vojnoj taktici označava privremeni prestanak oružanog sukoba koji se očituje u suzdržavanju od vojnih djelovanja prema neprijateljskoj strani. Od primirja se razlikuje u tome što može biti ograničen na vremenski rok ili određeni teritorij. Može biti i jednostran tako da ga obznanjuje jedna strana u očekivanju da to isto učini i druga.
Motivi za prekid neprijateljstava mogu biti različiti. Na nižoj razini su obično humanitarne prirode - omogućavanje da se s bojišta ili s ničije zemlje sklone poginuli i ranjenici, izvlačenje civila ili razmjena zarobljenika. Na višoj razini prekid vatre predstavlja nužan preduvjet za pregovore s ciljem da se sklopi trajnije i formalno primirje ili mirovni ugovor.
Prekid vatre ponekad se objavljuje jednostrano - bilo kao znak dobre volje, bilo u propagandne svrhe kako bi se vlastita strana prikazala kao "miroljubiva", a neprijatelj kao "agresor".